# Anulingus

Homosexuels mâles pratiquant l'anulingus.

Pour les articles homonymes, voir RIM.
L'anulingus ou anilinctus voire anilingus (en anglais « rimming » ou « rimjob »), ou encore « feuille de rose » en langage populaire, est une pratique sexuelle consistant en la stimulation orale de l'anus ou du périnée.

## Pratiques

Femme pratiquant l'anulingus sur un homme.

La région anale est une des zones érogènes du corps. Mais l'anus n'est pas aussi spontanément érogène que les organes génitaux, et il faut parfois répéter régulièrement les stimulations pour éveiller la sensibilité érogène de la région anale. Chez un tiers des personnes qui pratiquent régulièrement les stimulations anales, surtout internes (stimulations digitales, sodomie), ces stimulations peuvent déclencher l'orgasme.
Une variante, appelée « le colibri », consiste à enfoncer sa langue le plus profondément possible dans l'anus de son ou sa partenaire. Cette pratique fait allusion au colibri, un oiseau introduisant sa langue dans les fleurs afin d'en collecter le nectar.
Pour la personne utilisant sa bouche, on parle d'un anulingus actif. En revanche, pour la personne dont l'anus est léché, il s'agit d'un anulingus passif.

### Utilisation comme lubrification
L'anulingus peut aussi être pratiqué comme une préparation à la sodomie. En effet la salive possède des propriétés lubrifiantes. Cependant, cette pratique ne constitue pas une lubrification cohérente avec l'usage du préservatif, l'anulingus présentant en lui-même des risques de transmission pour certaines IST.

## Risques
Cette pratique sexuelle est considérée comme pratique sexuelle à risque car elle comporte non seulement des risques de transmission de maladies sexuellement transmissibles : virus (dont surtout hépatite, herpès), mais aussi des parasites intestinaux et bactéries fécales ou non fécales pathogènes,,,. 
Le risque de transmission des hépatites est particulièrement élevé pour l'Hépatite A, fort heureusement beaucoup moins dangereuse que les autres car réversible et peu grave pour un adulte sans fragilité particulière.
Le risque de transmission des hépatites B et C (et potentiellement d'autres) est inférieur car celles-ci se transmettent par le sang ; la contamination nécessite donc une fragilité particulière des muqueuses et une mise en continuité des compartiments sanguins de chaque personne. Ce risque n'est cependant pas exclu. Hors blessure et saignement, cette pratique comporte peu de risques de transmission du VIH.

### Prévention
Outre une toilette minutieuse à l'eau et au savon, seule la digue dentaire permet de prévenir les risques de transmissions des IST.

#### Digue dentaire
L'utilisation d'une barrière en latex offre la même protection qu'un préservatif. Cet accessoire est le même que celui recommandé pour la pratique du cunnilingus. Il est cependant difficile à se procurer en dehors des fournisseurs spécialisés en articles médicaux ou des sex shops. Cependant, il est tout à fait possible de s'en fabriquer une en découpant un préservatif dans le sens de la longueur.

#### Lavement
Les inconvénients dus aux reliquats de matières fécales peuvent être réduits par la pratique du lavement avant l'acte, dans le cas d'un anulingus perforant qui s'apparente à une sodomie, mais également pour un anulingus plus superficiel où la proximité du contenu de l'ampoule rectale se fait sentir. Cependant, le lavement ne constitue pas une réduction du risque de maladies infectieuses, puisque les germes ou les œufs les induisant ne sont pour la plupart pas situés dans les fèces. En effet les virus et bactéries les plus virulents sont situés dans la paroi intestinale ou dans le sang, et les œufs de parasites sont souvent déposés sur la marge de l'anus, dans les replis de celui-ci, attendant d'être transmis par voie manuportée.
Le lavement, par la contrainte importante qu'il fait subir à la partie inférieure du tube digestif, ou du fait d'une mauvaise utilisation de la canule, en raison de ses bords potentiellement coupants, pourrait même induire des microlésions et augmenter les risques infectieux.
Le lavement peut être aussi pratiqué par plaisir : il s'agit alors de clystérophilie.

### Cas des parasites intestinaux
Le cycle de transmission féco-orale de certains parasites intestinaux est habituellement engendré par une mauvaise hygiène des mains après défécation ou par grattage de l'anus à cause du prurit induit par les parasites, ce qui est source d'autocontamination et de réinfestation.
Dans le cas de l'anulingus, cette contamination est extrêmement probable, voire systématique. Il peut s'ensuivre un cycle de réinfestations perpétuelles pour un couple dont les deux membres ont recours à cette pratique. Cette pratique n'est pas toujours prise en compte dans les risques potentiels de contamination féco-orale.
Cas du ténia : ce ver nécessite habituellement un hôte intermédiaire qui est le plus souvent un bovin ou un porc, chez qui la larve se développe et qui est consommé ensuite par l'être humain. Dans le cas de contamination par ingestion d'œufs de ténia, l'homme peut alors servir d'hôte intermédiaire de substitution. Il se développe alors une maladie correspondant au développement de l'œuf appelé cysticercose, autrement dangereuse que la Tæniasis, infection classique due à l'absorption d'aliments trop peu cuits. Cette maladie provoque des atteintes très graves des muscles voire du cerveau.
Il est donc recommandé de ne pas pratiquer l'anulingus sur une personne souffrant de tæniasis sans une protection par digue buccale. Toutefois la contamination est moins probable en raison de la taille des proglottis, visibles à l'œil nu.

## Orthographe et désignations
Le mot semble avoir été créé de toutes pièces à l'époque moderne. De nombreuses orthographes ont été utilisées de manière plus ou moins abusive, sans que l'une d'entre elles se soit aujourd'hui imposée. On recense ainsi les variantes : anulingus (la plus commune en français, sa relation avec le mot anus étant évocatrice, et la racine lingus se retrouvant dans cunnilingus), anilinctus, analingus (ces deux versions seraient inspirées de l'anglais), anilingus, anulinctus, analinctus. De manière générale, toutes les combinaisons des préfixes ana-, ani-, anu- et des suffixes -lingus, -linctus ont été utilisées. Les préfixes anna- ou annu- sont toutefois impropres.
Un certain nombre de mots anglais sont utilisés, souvent dans le cadre de la pornographie ; le plus connu est rimming.
En français, on utilise les expressions « rapport bucco-anal » ou « rapport oro-anal ». Celle retenue dans la Wikipédia en anglais est « anal-oral contact ».
La connotation plus poétique de certaines périphrases permet d'atténuer l'image du terme. Comme toute expression argotique, c'est aussi un code permettant de ne pas dévoiler la vraie nature de l'acte. Il est même possible que ces termes soient antérieurs aux précédents, plus médicaux :
- feuille de rose : cette expression ancienne se réfère à l'aspect de l'anus[12]. Les pétales froissés d'une fleur fermée et leur défroissement lors de l'ouverture du bouton de la rose est dans ce contexte très représentatif de la dilatation de l'anus.
- fleur de rose : cette appellation moins fréquente représente plus le fait que l'on associe l'anus aux pétales.
- ass licking et rimjob : expression anglaise pour nommer l'anulingus.

## Dans la culture populaire

### Au cinéma
- 1980 : Dolce calda Lisa, entre Guia Lauri Filzi et Annj Goren
- 2013 : Les Apaches, entre François-Joseph Culioli et Andréa Brusque
- 2016 : O Negócio, entre Michelle Batista et Juliana Schalch (saison 3, épisode 10)
- 2018 : Duck Butter, entre Alia Shawkat et Laia Costa

### Dans la littérature
- À la feuille de rose, maison turque, pièce de théâtre libertine de Guy de Maupassant représentée pour la première fois en 1875[13]
- Gros-Câlin, roman d'Émile Ajar, Mercure de France, 1974, p 30.